# Canto fúnebre
Un canto fúnebre es una canción sombría expresando luto o duelo, como sería conveniente para un funeral. En el mundo medieval se conocían como dirige y neniae. Las endechas son un tipo de canto fúnebre ibérico.

## Ejemplos
Ejemplos de cantos fúnebres:
- "Dies Iræ"
- "Ailein duinn"
- "El Lyke-Wake Dirge"
- "Caoineadh Airt Uí Laoghaire"
- "Just a Closer Walk with Thee"
- "In the Sweet By and By"
- "Bye and Bye" en el álbum "Love and Theft" por Bob Dylan
- "Dirge" en el álbum Planet Waves por Bob Dylan
- "O Death", un canto fúnebre tradicional
- "Over in the Gloryland"
- "Westlawn Dirge"
- "(Cadence of) The Dirge" por Exhorder
- "MACABRE -揚羽ノ羽ノ夢ハ蛹-" por Dir En Grey
- "The Birthday Dirge" véase
- "Dirge for November" por Opeth
- "Dirge for the Planet" por Firelake
- "To Live Is to Die" por Metallica
- "Malfunction" por Cro-Mags
- "Dirge" por Death in Vegas en el álbum The Contino Session
- Dos juegos Square Enix, Dirge of Cerberus y Kingdom Hearts: 358/2 Days
- "Musical Death (A Dirge)" por Testament
- "And We Sang Dirges in the Dark the Day the Music Died", del álbum American Pie por Don McLean
- "Der gute Kamerad"
- «From Whom the Bells Knolls» de Carmen Daye y Steve Baker, popularizada en la BSO de la película Donnie Darko (2001)